# Paul Cornu

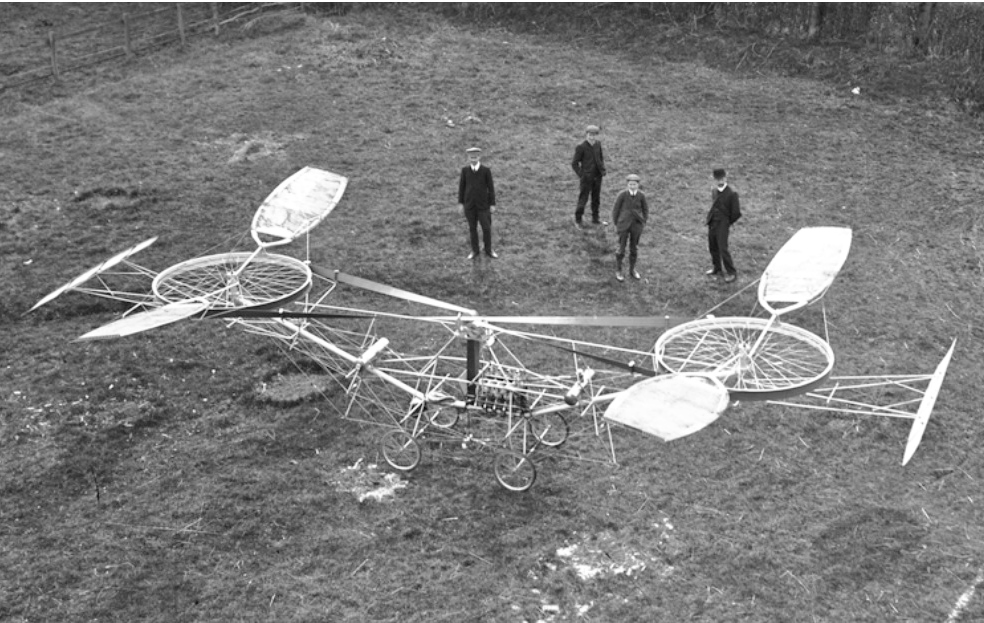

Paul Cornu (15 de junho de 1881 – Lisieux, 6 de junho de 1944) foi um engenheiro francês que projetou e construiu o primeiro helicóptero para realizar voo livre tripulado. A nave de dois rotores da Cornu, movida por um motor de 24 cavalos, voou brevemente em 13 de novembro de 1907, em Coquainvilliers, perto de Lisieux. Anteriormente, outro helicóptero francês, o Bréguet-Richet I, havia subido sob seu próprio poder, mas havia sido mantido em posição por homens de pé no chão. Embora historicamente importante, o projeto de Cornu se mostrou impraticável e logo foi abandonado.